# Corsica (film)
(Dalla Guida Michelin della  Corsica)
Corsica è un film collettivo del 1991 composto da cinque episodi con argomento la Corsica, diretti da Nico Cirasola, Gianfrancesco Lazotti, Giorgio Molteni, Italo Spinelli e Pasquale Squitieri, il quale ha coordinato la pellicola.
Il film si compone di cinque storie brevi, della durata media di 15 minuti, che ciascuno dei registi ha scelto liberamente.

## Trama

### I Episodio:Stonde, Stonde, le ortiche di Seneca
- Regia: Nico Cirasola
- Soggetto e Sceneggiatura: Nico Cirasola, Tiziana Di Roma e Vito Riviello.

Il filosofo Seneca, secondo una leggenda, fu esiliato in Corsica e, a causa del suo modo di vivere, fustigato con una particolare ortica che cresce nell'isola. L'esilio è rapportato al presente, per entrare nella complessa situazione politica del momento.

### II Episodio:Per sbaglio
- Regia: Gianfrancesco Lazotti
- Soggetto e Sceneggiatura: Gianfrancesco Lazotti, Silvia Scola e Francesca Beccaria.

Un turista italiano incontra una giovane che lotta per l'indipendenza della Corsica. Cerca di comprendere le motivazioni, che accetta soltanto quando se ne innamora.

### III Episodio:Evviva la nazione
- Regia: Giorgio Molteni
- Soggetto e Sceneggiatura: Giorgio Molteni.

Un giovane nazionalista tenta una rivolta in Corsica ed entra in contrasto con la sorella, architetto, inserita nel sistema imposto dal governo francese.

### IV Episodio:Lo schiaffo
- Regia: Italo Spinelli
- Soggetto e Sceneggiatura: Italo Spinelli.

Durante la rivoluzione in Corsica guidata da Pasquale Paoli, nel 1760, il conte Giuseppe Gentili viene provocato da un pastore che trova ingiusto parlare male dei dominatori dell'isola e schiaffeggia il nobile. Gentili reagisce e lo colpisce di striscio con la spada. Ma la giustizia, amministrata dai genovesi, lo priva di tutti i beni e lo costringe in esilio. (Episodio in costume).

### V Episodio:La Polveriera
- Regia: Pasquale Squitieri
- Soggetto e Sceneggiatura: Pasquale Squitieri, Zsuzsa Boszormenyl.

A capodanno del 1983 il governo Francese cerca di reprimere una ribellione separatista scoppiata in Corsica.

## Produzione
L'idea di un film collettivo, da realizzare al fine di far conoscere i problemi e le ragioni dei movimenti di indipendenza organizzati in Corsica, nasce da un gruppo di autori italiani che, ospiti a Bastia, vengono provocati da esponenti nazionalisti.
Il film è stato finanziato dall'Istituto Luce. Le difficoltà per girare   nell'isola, causate dalla mancanza di strutture per il cinema, è stata superata mediante il trasporto di qualunque cosa dall'Italia.
Il film è stato girato, ambientato e prodotto nel 1991 dalla Rai (Rai2) e dalla Vidi ed è stato presentato lo stesso anno alla Mostra Internazionale d'Arte Cinematografica a Venezia.